# Forêt nationale de Balata-Tufari
La forêt nationale de Balata-Tufari (portugais : Floresta Nacional de Balata-Tufari) est une forêt nationale brésilienne. Elle se situe dans la région Nord, dans l'État d'Amazonas.
Le parc fut créé en 2005 et couvre une superficie de 1 079 669,71 hectares.
Il s'étend sur le territoire de la municipalité d'Humaitá.